# York (Pensilvânia)
York é uma cidade localizada no estado americano de Pensilvânia, no Condado de York (Pensilvânia). A sua área é de 13,7 km² (5,29 milha²), sua população é de 43 718 habitantes, e sua densidade populacional é de 3 189 hab/km² (8 260,3 hab/milha²), segundo o censo americano de 2010. A populacão estimada em 2019 foi 43 932.